# Eulalia brevifolia
Eulalia brevifolia är en gräsart som beskrevs av Keng f. Eulalia brevifolia ingår i släktet Eulalia och familjen gräs. Inga underarter finns listade i Catalogue of Life.